# I fobici
I fobici è un film del 1999 diretto da Giancarlo Scarchilli.

## Trama
Il film è composto da quattro episodi distinti, ma accomunati dal tema delle fobie.

### Turno di notte
Ogni notte Luca si sveglia e sale su diversi autobus di Roma. Informa le persone che incontra degli orari del servizio e delle linee notturne da prendere per arrivare a destinazione interloquendo coi vari passeggeri e autisti. Cena con una guardia notturna e offre uno spuntino a Guido, un cane randagio che lo attende puntualmente. Solo all'alba rientra a casa per dormire.

### Tutto'n tic
Andrea è affetto da un tic ma la sua vita scorre serena, lavora come postino e la sera suona il pianoforte in un locale. Un giorno conosce Caterina, i due si innamorano e Andrea decide di andare da un medico per farsi somministrare un farmaco che gli fa perdere temporaneamente il suo fastidioso tic ma questo ha delle ripercussioni sulla sua personalità e sulle sue prestazioni sessuali. Trova infine come soluzione quella di non prendere il farmaco durante il weekend.

### Ho chiuso il gas
Carlo sta per partire per un lungo viaggio ma quando ha già le valigie pronte e sta per chiudere la porta di casa gli viene il terribile dubbio di non aver chiuso il gas, così rientra in casa ed una serie di altri contrattempi ne impediscono la partenza.

### Frutto proibito
Alvaro è un meccanico e recentemente ha comprato a rate una nuova auto, una Nissan Terrano II rossa, di cui è molto geloso. Una sera va ad una festa insieme ad un amico e qui incontra una donna bellissima che, a poco a poco, con la scusa di essere perseguitata da malintenzionati, si fa accompagnare a casa. Una volta giunti nell'appartamento tra i due si preannuncia una notte bollente. Per "scaldare" l'atmosfera, la donna si fa ammanettare al proprio letto e si fa mettere una mela in bocca quando all'improvviso sentono suonare un allarme. Alvaro si precipita in strada per controllare l'auto e, una volta appurato che non c'è stato alcun furto, si rende conto di essere rimasto chiuso fuori dal cancello. Vorrebbe suonare il campanello ma si accorge di non conoscere né il nome né il cognome della donna, inoltre lei non può muoversi o gridare perché ammanettata al letto e con la mela in bocca. Impotente, si dispera...

## Curiosità
Nell'episodio Frutto proibito, Laganà risponde a una domanda riguardante la squadra di calcio del Venezia. Il quesito era era: "Scusi, secondo lei Venezia affonda?" e la risposta è stata: "Ma secondo me non è messo tanto male perché se prende tre punti a Matera rigalleggia". In realtà, quella partita non è mai stata giocata perché i lagunari militavano in Serie B mentre i lucani erano addirittura in Eccellenza.